# Erol Tok
Ümit Erol Tok (* 9. Oktober 1951 in Boyabat) ist ein türkischer Fußballtrainer.

## Trainerkarriere
Nach seiner Schulausbildung ging Tok zu den Türkischen Streitkräfte und wurde hier Oberst. Während seiner Militärzeit betreute er mehrere Militärfußballmannschaften als Co- und Cheftrainer, u. a. war er einige Zeit als Trainer der türkischen Militärnationalmannschaft tätig.
Mit dem Ende seiner militärischen Laufbahn kehrte er zum zivilen Leben zurück und betreute zum Sommer 1998/99 als erste Tätigkeit den damaligen Erstligisten Çanakkale Dardanelspor als Cheftrainer. Nachdem er mit Dardanelspor nach sieben Spieltagen nur zwei Punkte geholt hatte, verließ er diesen Verein und wurde durch Milorad Mitrović ersetzt.
Nach einer kurzen Tätigkeit bei Ankaraspor übernahm er zum Sommer 2001 den Zweitligisten Elazığspor. Mit diesem Verein setzte er sich von Saisonbeginn an im oberen Tabellendrittel fest. Gegen Saisonende lieferte man sich mit dem Tabellenführer Altay Izmir ein Kopf-an-Kopf-Rennen. Die Saison beendete man überraschend punktgleich aber mit dem schlechteren Torverhältnis mit Altay auf dem zweiten Tabellenplatz. Mit dieser erreichten Vizemeisterschaft gelang auch der erste Erstligaaufstieg der Vereinsgeschichte. Zur neuen Saison trainierte er die Mannschaft auch in der Süper Lig und trennte sich nach dem 22. Spieltag von diesem.
Die nachfolgenden Jahre trainierte er überwiegend Mannschaften der TFF 1. Lig.
Nach dem unerwarteten Tod des Cheftrainers Arif Peçenek übernahm Tok dieses Amt beim Zweitligisten TKİ Tavşanlı Linyitspor. Mit dem stark abstiegsbedrohten Verein bewahrte er sich die Chance auf den Klassenerhalt bis zum letzten Spieltag. An diesem letzten Spieltag traf Linyitspor auswärts auf den direkten Abstiegskonkurrenten Göztepe Izmir. In dieser Partie besiegt Toks Mannschaft in einem packenden Spiel völlig überraschend Göztepe mit 1:0. So erreichte man noch am letzten Spieltag den Klassenerhalt und sorgte für eine große Überraschung. Tok betreute auch in der neuen Saison den Verein. Nachdem er den Verein nach 15 Spieltagen nicht aus der Abstiegsregion führen konnte, gab er am 30. November 2013 seinen Rücktritt bekannt. Die Mannschaft übernahm interimsweise sein Co-Trainer Salih Yorulmaz.

## Erfolge
Mit Elazığspor
- Vizemeister der TFF 1. Lig und Aufstieg in die Süper Lig: 2001/02